# NGC 7489
NGC 7489 (również PGC 70532 lub UGC 12378) – galaktyka spiralna (Scd), znajdująca się w gwiazdozbiorze Pegaza. Odkrył ją William Lassell 14 września 1863 roku.